# Copidita quadrimaculata
Copidita quadrimaculata är en skalbaggsart som först beskrevs av Victor Ivanovitsch Motschulsky 1853.  Copidita quadrimaculata ingår i släktet Copidita och familjen blombaggar. Inga underarter finns listade i Catalogue of Life.